# Sławomir Nazaruk
Sławomir Nazaruk (ur. 6 lutego 1975 w Parczewie) – polski piłkarz grający na pozycji napastnika, a później pomocnika.

## Życiorys
Karierę rozpoczynał w Victorii Parczew. W sezonie 1993/94 przeniósł się do Górnika Łęczna, gdzie grał przez sześć lat. W 2000 przeszedł do Śląska Wrocław.
We Wrocławiu grał przez 2 sezony, po których trafił do Wisły Płock, w której grał przez rok. Na kolejny sezon przeniósł do Widzewa Łódź, skąd po roku powrócił do Górnika Łęczna. Po sezonie 2010/11 zakończył karierę piłkarską.
W Ekstraklasie rozegrał 143 mecze, w których zdobył 16 bramek.